# Випуск 61-го
Випуск 61-го (англ. Class of '61) — телевізійний воєнно-драматичний фільм 1993 року.

## Сюжет
Випускники престижної військової академії Вест-Пойнт, які закінчили навчання напередодні громадянської війни, чудово знають, що таке обов'язок, честь і дружба. Але громадянська війна, де брат йде на брата, де всі пишномовні промови і клятви не варті і гроша, де переконання значать більше, ніж думка і життя колись близьких людей, обіцяє випробування, до яких не готують навіть у вищому військовому навчальному закладі.

## Акторський склад
- Ден Футтерман — Шелбі Пейтон
- Джош Лукас — Джордж Армстронг Кастер
- Джон П. Нейвін молодший — Бернет
- Клайв Овен — Девін О'Ніл
- Софі Ворд — Шеннен О'Ніл
- Лора Лінні — Лілі Мейгров
- Андре Брауер — Люцій
- Баррі Куллісон — сержант Янсі
- Лен Каріу — д-р Ліланд Пейтон
- Дана Айві — пані Джулія Пейтон
- Роберт Ньюман — капітан Викофф